# Mahin Oskouei
Mahin Oskouei, née en 1929 et morte janvier 2006 à Téhéran est une metteuse en scène de théâtre et une personnalité féminine pionnière du théâtre iranien.
C'est la première femme iranienne à jouer sur scène et à devenir metteuse en scène. Elle a étudié en Russie au côté de Jerzy Grotowski, et sa carrière inclut tous les aspects du théâtre iranien comme l'écriture de pièce originale ou la traduction d’œuvres majeures comme Gorki et Chekhov.

## Biographie
Son nom de naissance est Abas Talghani. Elle naît en 1929/1930 à Téhéran. Elle étudie le théâtre dans une école fondée par Abdol Hossein Nooshin (en). 
Celui-ci lui fait ensuite interpréter sur les planches le personnage de Lizzie dans la pièce de Jean-Paul Sartre, La Putain respectueuse. Elle cherche ensuite à étudier la mise en scène à Paris, où elle se rend avec son mari, Mostafa Oskouei. Mais, ne traouvant pas une formation qui lui convienne, ils se rendent ensuite à Moscou. Puis elle revient exercer à Téhéran.